# The Electric Prunes
A The Electric Prunes egy amerikai pszichedelikus/garázs/acid/elektronikus rock együttes. 1965-ben alakult Los Angeles-ben. Jelenleg öt tagjuk van: James Lowe, Steve Kara, Jay Dean, Walter Garces és Rocco Guarino. Az együttes egyike volt a hatvanas években szinte virágzó pszichedelikus rock műfajba tartozó zenekaroknak (hiszen ebben az időben alakult meg a Jefferson Airplane, a Grateful Dead és a Quicksilver Messenger Service is). A népszerű zenész, Kenny Loggins is szerepelt az Electric Prunes-ban. Ő később jelentős szólókarriert futott be.
A név jelentése: "Az elektromos aszalt szilvák". A legelső, ugyanilyen című nagylemezük bekerült az 1001 lemez, amit hallanod kell, mielőtt meghalsz című könyvbe. Ezen kívül még nyolc nagylemezt dobtak piacra. Két koncertalbumot, egy DVD-t és hat válogatáslemezt is piacra dobtak, amelyből az egyik box set (díszdobozos kiadás) volt. Eleinte csak öt évig működtek, 1965-től 1970-ig, ám 1999-ben újjá alakultak.

## Diszkográfia
- The Electric Prunes (1967)
- Underground (1967)
- Mass in F Minor (1968)
- Release of an Oath (1968)
- Just Good Old Rock and Roll (1969)
- Artifact (2001)
- California (2004)
- Feedback (2006)
- WaS (2014)